# Charlie Parra del Riego
Carlos Enrique Parra del Riego Campoverde, (5 de marzo de 1985), más conocido como Charlie Parra del Riego, es un cantautor y guitarrista peruano.

## Biografía

### Primeros años
Charlie Parra del Riego funda Difonía en el año 2003, una banda de influencias hardcore punk y heavy metal, que después de lanzar el EP Camino difícil y el álbum debut Tarde o temprano, estaría presente en los festivales más importantes del circuito independiente de su país, además de participar de festivales en Colombia como el Festival Internacional Altavoz 2010, en representación del Perú. Con Difonía, compartió tarima con Silverstein, Alesana, Robi Draco Rosa, The Skatalites, Dante Spinetta y La Orquesta Sinfónica de Medellín. En simultáneo con Difonía, Parra también integró la banda nu metal Serial Asesino y M.A.S.A.C.R.E, una de las primeras bandas de heavy metal de Latinoamérica.

### Cover Himno Nacional del Perú
Durante su estadía en M.A.S.A.C.R.E., Parra compartió tarima con Rata Blanca y Los Violadores de Argentina, además de participar en diversos festivales masivos. Es en el año 2010, en el que Charlie lanza a través del portal de vídeos Youtube la primera versión heavy metal del Himno Nacional del Perú. Dicha versión se convierte en un viral de internet, siendo reproducida en radios y canales de televisión llevando a Parra al ojo público. Sin embargo, las críticas fueron tanto positivas como negativas. A pesar de tener gran aceptación por los medios, los sectores más conservadores consideraban la versión de Parra como apócrifa y una falta de respeto al símbolo patrio. Otros sectores consideraban que los jóvenes lograban identificarse con la obra original gracias a esta versión.
Para el año 2011, Parra lanza su primera placa discográfica como solista: Procrastinación/Procrastination. Inesperadamente, el disco llega a Finlandia, Alemania, Estados Unidos, Rusia, Brasil y más países gracias a los sencillos «Speed F*cks» y «Punk vs. Metal», convirtiéndose además en uno de los canales de música más vistos de YouTube del Perú y Sudamérica en ese año. Muchos de los vídeos de Parra consisten en versiones roqueras y heavy metal de canciones populares latinoamericanas, openings de videojuegos, cómic, entre otros.
Además de Youtube, Parra continuó tocando en diversos conciertos y festivales con M.A.S.A.C.R.E y Difonía, grabando y compartiendo tarima con otros artistas como Inyectores, 6 Voltios, Daniel F y musicalizando videojuegos para las empresas Bekho Team y Origo Games.
Parra es actualmente un artista de Kramer Guitars, EMG Pickups, Razer y Jim Dunlop Guitar Products.

### Internacionalización y giras
En el año 2012, a pocos meses de la separación de Difonía, Parra es contratado por la banda canadiense Kobra and the Lotus, para participar de sus giras Europeas y Norteamericanas en reemplazo del guitarrista Timothy Vega. En estas giras iniciales, Parra comparte tarima con Steel Panther, Buckcherry, Fozzy, Arsis y la banda finlandesa Sonata Arctica.
A comienzos del año 2013, en una breve estadía en Lima, Parra toca en el aniversario del Club Universitario de Deportes.
Para mediados de dicho año, Parra integra nuevamente Kobra and the Lotus y sale de gira junto a la banda norteamericana de heavy metal industrial Fear Factory, haciendo un singular vídeo con su líder Dino Cazares, en el cual tocan juntos el clásico de Fear Factory "Replica". Culminada la gira de Fear Factory, Kobra and the Lotus emprende una gira corta como soporte de Amaranthe por Estados Unidos antes de comenzar las grabaciones de su nuevo material, esta vez con Parra como guitarrista principal.
A fines del 2013, Parra participa como guitarrista de M.A.S.A.C.R.E en su primera gira internacional por Colombia. Culminada la gira, Parra viaja a Chicago para grabar las guitarras de High Priestess, segundo disco de Kobra and the Lotus bajo la dirección del productor Johnny K.
En enero de 2014, Parra viaja a Francia, para grabar con el proyecto independiente The Lost Rockers y regresa al Perú para lanzar el disco Organic I junto a Jeremy Castillo y Oliver Castillo, ambos músicos de la banda peruana Dmente Común. De dicho material, se extrae el sencillo "Vortex". Telonero de famosísimo guitarrista de la banda de los Guns N' Roses, Slash.
A puertas de una nueva gira internacional junto a Kiss y Def Leppard y el lanzamiento del nuevo material de Kobra and the Lotus bajo el sello Spinefarm de Universal, Parra anuncia su abrupta separación de la banda. Los motivos son desconocidos.

## Carrera solista

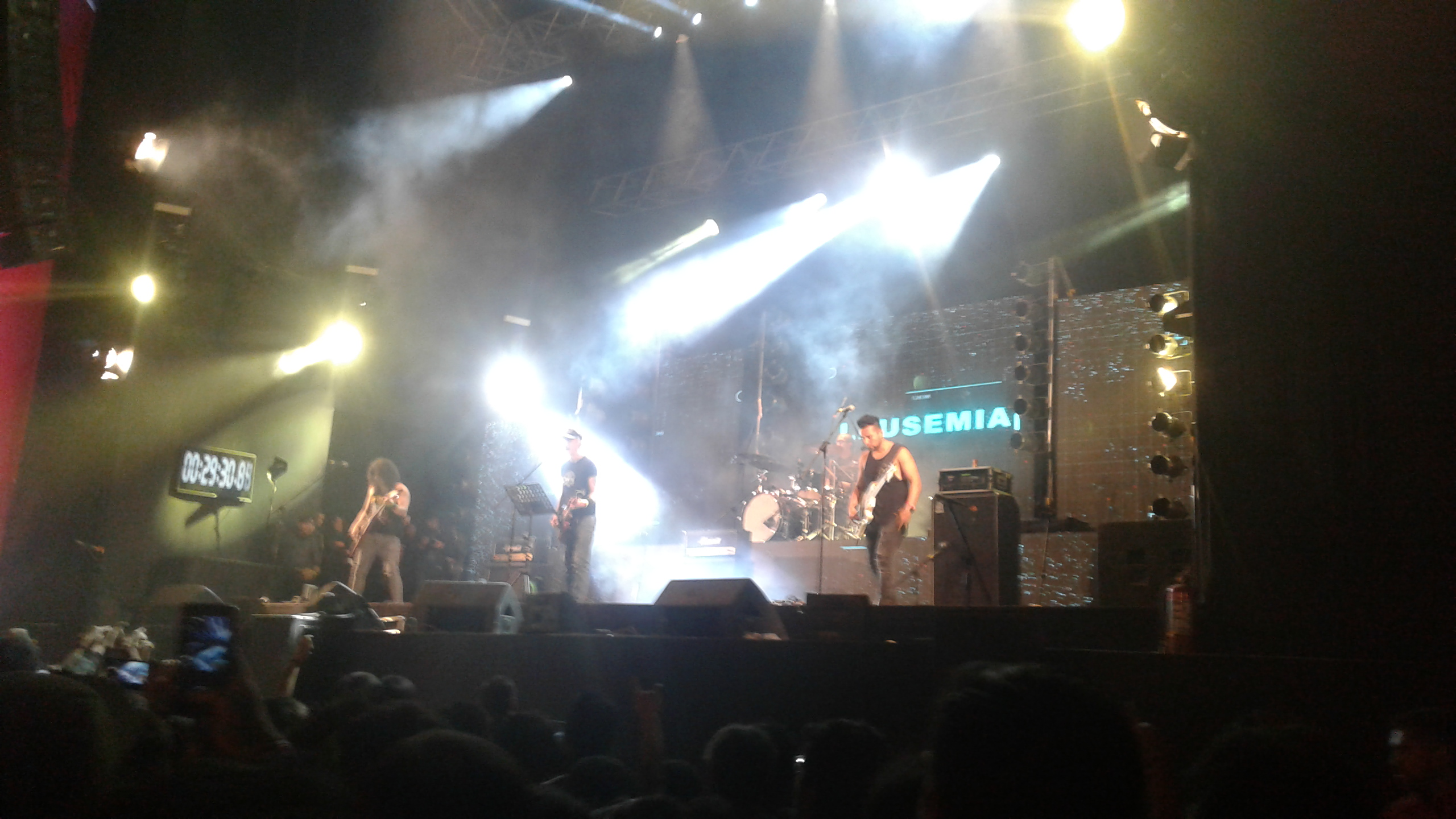
Charlie Parra del Riego tocando en la banda Leusemia.

En el año 2010, Charlie comienza su carrera en solitario cargando una primera serie de videos en su canal de YouTube, incluyendo una versión heavy metal del Himno Nacional de Perú, la primera versión de esta canción en estilo de heavy metal. Esta versión fue cubierta en la televisión, la radio y los periódicos locales.
En enero de 2011, lanzó su primer álbum en solitario Procrastinación/Procrastination, junto con otra serie de videos de YouTube que llevaron a su canal a uno de los más vistos del año. Sus singles «Speed F * cks» y «Punk vs Metal» han sido versionados por varios guitarristas de todo el mundo. En 2011, Charlie escribió música para el comentarista de juegos en el Reino Unido, TotalBiscuit, Call of Duty, la figura de Sandy Ravage y el comentarista de juegos suizos Diablox9.
Después de la ruptura de Difonía, Charlie continuó con Oliver y Jeremy Castillo y realizó algunos espectáculos que jugaban pistas del álbum "Procrastination/Procrastination".
Charlie ha continuado su carrera en solitario incluso después de unirse a Kobra y el Lotus. Su último álbum es una colaboración con Oliver y Jeremy Castillo y se llama Organic I. Fue lanzado el 17 de noviembre de 2013. En enero de 2014, Charlie viajó a Francia para grabar guitarras para el proyecto francés The Lost Rockers.
En el año 2015, Charlie se convirtió en el primer artista sudamericano en tener una guitarra de firma de Kramer Guitars USA y la corporación Gibson, llevando esto a una actuación NAMM en enero. De regreso a Lima, su banda con los hermanos Castillo apoyó a Slash durante su etapa sudamericana de la gira y esta actuación se convirtió en el bluray en vivo Charlie en el Parque 2015. Charlie actuó como solista en la Hellfire Tavern, en Hellfest 2015 en Nantes, Francia.
En febrero de 2016, Charlie actuó con la Orquesta Sinfónica Bicentenario en el Gran Teatro Nacional. Las entradas para este show se agotaron en la primera semana. Charlie también viajó en Alemania y México para presentarse como solista en las partes de lanzamiento de expansiones de World of Warcraft y en el lanzamiento de Overwatch. También trabajó en la música de Duke Nukem.

## Crítica y controversia
Las participaciones de Parra con artistas como 6 Voltios y Ádammo fueron muy criticadas por sus seguidores al ser bandas alejadas del género heavy metal o rock pesado. En el año 2011, Parra sería elegido ganador en la categoría "Música" de los premios "20 Blogs Peruanos" de Telefónica. Sus detractores señalaron que Parra no debió ganar al no contar con un blog escrito y que el jurado lo eligió ganador por su popularidad en ese momento.

## Discografía

### Como solista
- Procrastinación/Procrastination (2011)
- Abrupt Changes (EP, 2011)
- Merry Heavy Metal Christmas (2012)
- Organic I (EP, 2013)
- Games (EP, 2013)
- Videogames go metal (2014)
- Rock and Pop hits go Metal (2014)
- Anime goes Metal (2015)
- Charlie Parra en el Parque 2015 (EP en vivo, 2016)
- Games of Thrones heavy metal and acustic (EP, 2016)
- B-Sides, Rarities and Black Metal (2017)
- World of Warcraft Goes Metal (EP, 2017)
- Con fe (2017)
- Chaos and Redemption ( 2019 )